# Estadi Olímpic Patria
L'Estadi Olímpic Patria és un estadi esportiu de la ciutat de Sucre, Bolivia.
És usat principalment per la pràctica del futbol i l'atletisme. És la seu dels clubs Universitario de Sucre i Independiente Petrolero, i va ser una de les seus de la Copa Amèrica de futbol de 1997. Té una capacitat per a 30.700 espectadors i va ser inaugurat l'any 1992.